# Xinghualing
 Xinghualing är ett stadsdistrikt och säte för stadsfullmäktige i Taiyuan i Shanxi-provinsen i norra Kina.